# Серебрянка (Гомельская область)
Серебря́нка (бел. Серабранка) — деревня в Довском сельсовете Рогачёвского района Гомельской области Беларуси.

## География

### Расположение
В 25 км на восток от районного центра и железнодорожной станции Рогачёв (на линии Могилёв — Жлобин), в 96 км от Гомеля.

### Гидрография
На река Рекотун (др. назв — Рекотина, польск.- Rakutiną) (приток реки Днепр).

## Транспортная сеть
На автодороге Рогачёв — Довск. Планировка состоит из почти прямолинейной меридиональной улицы, к которой на юге присоединяется короткая прямолинейная улица. На севере к главной присоединяется прямолинейная, пересекаемая короткой, улица. В 1986-87 годах построены кирпичные дома на 50 семей, в которых разместились переселенцы из мест загрязнённых радиацией в результате катастрофы на Чернобыльской АЭС.

## История
Обнаруженный археологами курганный могильник XI—XII веков (14 насыпей, в 1 км на юго-запад от деревни) свидетельствует о заселении этих мест с давних времён.
После 1-го раздела Речи Посполитой (1772 год) — в составе Российской империи, в сверженском имении войского ошмянского Юзефа (Осипа) Антоновича Сулистровского (19.03.1761-19.05.1791[прояснить], сын Антония Юзефа Сулистровского и Терезы Юдицкой), в 1777 году включавшего местечко Свержень (129 христиан, 45 иудеев) и слободу Серебрянец (14 христиан). К владениям Сулистровского также относились село Кривское (249 христиан, 1 иудей), деревни Башицы (81 христианин) и Осиновка (107 христиан, 2 иудея). В 1783 году сверженском имении (местечко Свержень с деревней Серебренской) Юзефа (Иосифа) Антоновича Сулистровского — всего 3390 десятин и 983 сажени земли, 153 мужского пола душ.
Отмечена на карте 1792 года Могилевского наместничества (существовало в 1778—1796 гг.), затем известна как деревня в Довской волости Рогачёвского уезда Могилёвской губернии.
1799 — Серебрянка переходит в аренду шамбеляну Ивану Плевако за долги в 1000 рублей до погашения.
В 1850 году деревня и фольварк, работала сукновальня.
10.11.1851 — имение Свержень с деревней Серебрянец (45 душ) находится в собственности барона Фитингофа, проживающего в Белицком уезде в местечке Гомель.
По ревизии 1858 года владение Лейб-Гвардии поручика Дмитрия Петровича Турчанинова, в составе имения Свержень с 3854дес. 2 трактира, мельница.
В 1861 году р-к крестьяне деревни Серебрянки (77 душ) Эрдмана Ивана Ивановича, проживающего в мест. Свержень, посещают костел в м. Свержень.
В 1866 — фольварок Серебрянка относился к Сверженскому костелу. В усадьбе Серебрянец Иосиф Рымкевич 40 лет, его жена Агафья 45 лет, один двор, Р-к.
В 1872 фольварок во владении Эрдмана Эдмунда Ивановича, дв. Р.-К., совместно с имениями Сипоровка, Серебрянка и Яновка с 3854 дес. земли, водяной мельницей, сукновальней, 2 трактирами и 3 мельницами.
С 1884 года работал хлебозапасный магазин.
В 1909 году в деревне 242 десятины земли, в посёлке 522 десятины земли. Рядом находился постоялый двор Серебрянка.
В 1910 — деревня Старая Серебрянка и поселок Новая Серебрянка относились к Сверженскому православному приходу Рождества Пресвятой Богородицы, 2 благочиние, Могилевская епархия.
В 1930 году организован колхоз «Красный партизан», работала ветряная мельница.
Во время Великой Отечественной войны с 1 сентября 1941 года до 23 декабря 1943 года действовало патриотическое подполье (руководители М. А. Дмитриев, Н. И. Левенкова, М. Т. Потапенко). 59 жителей погибли на фронте.
С 16 июля 1954 года до 14 апреля 1960 года центр Серебрянского сельсовета Журавичского, с 17 декабря 1956 года Рогачёвского районов Гомельской области.
В 1969 году деревни Старая Серебрянка и Новая Серебрянка объединились в одну — Серебрянка. Центр колхоза «Заря».
Расположены лесничество, швейная мастерская, средняя школа, Дом культуры, библиотека, детская школа-сад, фельдшерско-акушерский пункт, ветеринарный участок, отделение связи, магазин.

## Население
- 1777 год — 14 крестьян (мужского пола);
- 1851 год — 45 жителей;
- 1858 год — 13 дворов, 146 жителей;
- 1897 год — в деревне 19 дворов, 161 житель в посёлке Новая Серебрянка 18 дворов, 118 жителей (согласно переписи);
- 1909 год — в деревне 21 двор, 187 жителей, в посёлке 40 дворов, 380 жителей;
- 1959 год — 608 жителей (согласно переписи);
- 2004 год — 205 хозяйств, 571 житель;
- 2019 год — 178 хозяйств, 435 жителей[5].

## Известные уроженцы
- Кирчевский, Николай Фёдорович— генерал-майор инженерных войск.